# Soldo (monnaie corse)
Pour les articles homonymes, voir Sou.
Le soldo (au pluriel soldi) est la monnaie de la République corse, devenue indépendante entre 1755 et 1769, de la république de Gênes, et avant son « annexion » par le royaume de France.

## Histoire monétaire

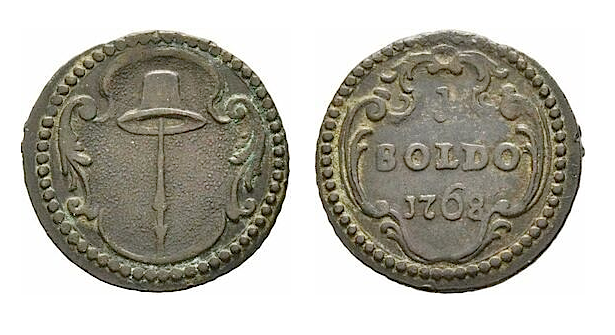
Pièce de 1 soldo (avers et revers, argent, 1768) frappée à Corte.

L'usage du mot italien soldo au singulier, remonte au XIIe sous l'empereur romain Henri VI : des soldi sont alors émis dans toute la Péninsule italienne.
Le roi Théodore 1er avait fait déjà frapper en 1736 pour le royaume de Corse deux monnaies de 2½ et 5 soldi, en cuivre.
Au milieu du XVIIIe siècle, est fondée la  République corse, sous la direction du général Pascal Paoli, qui va frapper sa propre monnaie, le « soldo », figurant la tête de Maure
, produite dès 1761 à Murato.
Le soldo est divisé en 20 denarii. 20 soldi forment la lira corsica, laquelle est calquée sur la monnaie de Gênes.
L'ensemble des émissions se présente ainsi :
- Pièce en billon : 8 denarii (baioccu), et 1, 2, 4 soldi.
- Pièces en argent : 10 et 20 soldi.

La pièce de 20 soldi pèse 3,46 g d'argent.
En 1770, cette monnaie est remplacée par la livre tournois.